# Marc Dachy
Marc Dachy, né le 5 novembre 1952 à Mortsel près d'Anvers et mort le 8 octobre 2015 dans le 14e arrondissement de Paris, est un historien de l'art, traducteur, conférencier et éditeur français.
Il est le fondateur de Transédition.

## Biographie
Marc Dachy est un des principaux spécialistes du mouvement Dada (avec Arturo Schwarz, Francis Naumann, Michel Sanouillet, Jean-François Bory). Il est l'auteur de plusieurs ouvrages dans ce domaine dont l'un, Journal du mouvement Dada, s'est vu attribuer le Grand Prix du Livre d'Art en 1990 qui lui fut remis par Jack Lang en l'auditorium du Louvre. L'ouvrage a été traduit en anglais par Skira Rizzoli international.
Il est aussi directeur de collection et le fondateur et animateur de la revue Luna Park, qui a connu deux séries. La première a paru de 1975 à 1985. Le Prix des Créateurs lui a été décerné en 1978 par Eugène Ionesco lui-même pour la revue. Une nouvelle série de la revue a vu le jour en 2003 avec des textes d'Alain Arias-Misson, Antonin Artaud, Alain Borer, John Cage, Brion Gysin, Yannick Haenel, Takehisa Kosugi, Daniil Harms, Eugène Savitzkaya, Gertrude Stein, Marc Dachy entre autres. On y remarque aussi les contributions de Bernard Blistène sur Daniel Buren, sur Dada, sur Elaine Sturtevant. Des dossiers ont été consacrés à Yves Klein et Pierre Restany, à Dada, à Gertrude Stein, à Joan Brossa. La revue se consacre pour une part à la création directement contemporaine et d'autre part à l'histoire des avant-gardes. Elle se prolonge dans une collection où ont paru Jacques Villeglé (La Traversée Urbi & Orbi), Pierre Restany (Le Nouveau Réalisme), Nicolas Charlet (Les Écrits d'Yves Klein).
Marc Dachy a été membre de l'Iliazd-Club depuis sa fondation en 1990 jusqu'à l'année 2010.
Il a été en l'an 2000 lauréat de la Villa Kujoyama à Kyoto au Japon et a conçu en 2005 une exposition Murayama / Schwitters à Tokyo Geidai. Son essai sur le dadaïsme japonais (le groupe Mavo) et les prolongements néo-dadas japonais (Gutai) a été publié au Japon par Suiseisha.
Il a également édité des inédits de Louis Aragon de la période Dada (Projet d'histoire littéraire contemporaine), une sélection de textes de Clément Pansaers en 1986 (aux éditions Gérard Lebovici / Champ Libre), des lettres de Francis Picabia en 1988 (également aux éd. Gérard Lebovici) et un livre d'entretien avec Raymond Hains.
Il fut en 1993 le commissaire général de la biennale de Lyon Et tous ils changent le monde dont il a choisi le titre dans un poème de Julian Beck, paru dans la revue Luna Park.
Il a traduit notamment des textes d'artistes Gertrude Stein, John Cage, Piet Mondrian, La Monte Young et Kurt Schwitters (aux éditions Ivrea), ou encore Eugène Jolas et Theo van Doesburg, dirigé des numéros spéciaux comme le numéro DADA du Magazine littéraire (no 446, octobre 2005), collaboré à divers catalogues comme Cocteau (2003) ou Danser sa vie (2011) au Centre Pompidou ou encore A Theater without Theater (MACBA, Barcelone, 2007) ou Van Doesburg and the international avant-garde (Tate Modern, Londres, 2009).

### Mort
Il meurt le 8 octobre 2015 à Paris.

## Œuvres
- Des énergies transformatrices du langage. Paris, Fondation nationale des arts graphiques et plastiques, 1980
- Avant-Gardes et nouvelle typographie au XXe siècle. Paris, Centre national de documentation pédagogique, 1985
- Gertrude Stein. Préface de Paul Bowles. Culoz, Le Clos Poncet, 1987. Catalogue d'une exposition présentée par Marc Dachy au président de la République, François Mitterrand.
- Journal du Mouvement Dada 1915-1923. Genève, Albert Skira, 1989. Grand Prix du livre d'Art 1990
- Tristan Tzara, dompteur des acrobates. Paris, L'Echoppe, 1992
- Dada & les dadaïsmes. Gallimard, coll. Folio Essais, 1994 (no 257) et 2011 (no 540)
- Raymond Hains / Marc Dachy. Langue de cheval et facteur temps. entretien. Le Collège/ FRAC Champagne-Ardenne, Actes Sud, 1998
- Dada au Japon. PUF, Perspectives critiques, 2002
- L’objection de la date. L’avant-garde en art : le point de vue situationniste face à Dada et aux néo-dadas in Archives et Documents situationnistes, Paris, Denoël, no 2, Automne 2002
- MURAYAMA/SCHWITTER. essai de Marc Dachy paru en japonais traduit par Daiichiro Suyama. Tokyo, Suiseisha, 2005
- Dada, la révolte de l'art. Gallimard, coll. « Découvertes Gallimard/Arts » (no 476), 2005
- Archives Dada / Chronique. Hazan, 2005
- Skywriting, fascicule, in Le Purple Journal, Paris, no 3, hiver 2005
- Dada, un jeu fou avec le néant. Entretien avec Yannick Haenel et François Meyronnis in Ligne de risque, Entretiens, Paris, Gallimard, coll. L’Infini, 2005
- Poussière d'or, in L'Infini, Paris, no 105, hiver 2008
- La cathédrale de la misère érotique [d'un rythme supérieur en architecture : le merzbau de kurt schwitters], Sens Et Tonka, janv. 2015
- Il y a des journalistes partout. De quelques coupures de presse relatives à Tristan Tzara et André Breton, Paris, Gallimard, coll. L'Infini, 2015

## Éditions et préfaces
- Clément Pansaers, Bar Nicanor, textes établis par Marc Dachy, éditions Gérard Lebovici, 1986.
- Francis Picabia, Lettres à Christine, présentation, chronologie et bibliographie de Marc Dachy, éditions Gérard Lebovici, 1988.
- Kurt Schwitters, Merz, écrits choisis, traduits et présentés par Marc Dachy, traduits avec Corinne Graber éditions Ivrea, 1990.
- Kurt Schwitters, Anna Blume, édition établie et traduite par Marc Dachy, traduit avec Corinne Graber, éditions Ivrea, 1994.
- Kurt Schwitters, i, édition établie et traduite par Marc Dachy, traduit avec Corinne Graber éditions Ivrea, 1994.
- Marcel Duchamp, THE CREATIVE ACT, préface de Marc Dachy Sub Rosa, SR 57, 1994.
- Antonin Artaud, Pour en finir avec le jugement de Dieu, préface de Marc Dachy, Sub Rosa, 1995.
- La Monte Young, Conférence 1960, édition établie et traduite par Marc Dachy, éditions éoliennes, 1998.
- STENCIL PROJECT PARIS 2004. Orsay, Critères, "urbanité 2", 2004.
- DADA ANTI-DADA MERZ. enregistrement de Arp, Hausmann et Schwitters, préface de Marc Dachy Sub Rosa, 2005.
- John Cage / Marcel Duchamp, éditions éoliennes, 2005.

### Correspondance et bibliographie
- Les lettres de Guy Debord à Marc Dachy figurent dans le volume 7 de la Correspondance de Guy Debord éditée par Fayard en 2008.
- Un témoignage et une lettre importante de Marc Dachy à Guy Debord sur la situation des éditions Champ libre à la suite du décès de Floriana Lebovici figurent dans Les jours obscurs de Gérard Lebovici de Jean-Luc Douin (Stock, 2004).
- Une lettre de Marc Dachy figure dans le catalogue 2009 des Éditions de l'Encyclopédie des Nuisances.